# Perdaxius
Perdaxius ist eine italienische Gemeinde (comune) mit 1301 Einwohnern (Stand 31. Dezember 2023) in der Provinz Sulcis Iglesiente auf Sardinien. Die Gemeinde liegt etwa 7,5 Kilometer östlich von Carbonia und etwa 17,5 Kilometer südsüdöstlich von Iglesias am Parco Geominerario Storico ed Ambientale della Sardegna.